# 洛斯特克斯
10°20′N 67°02′W / 10.333°N 67.033°W

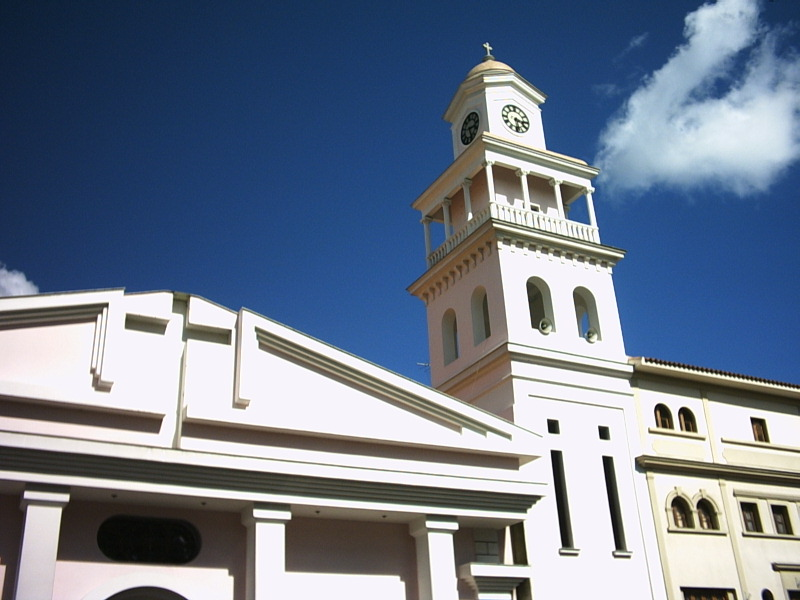

洛斯特克斯（西班牙語：Los Teques）是委內瑞拉的城市，也是米蘭達州的首府，位於該國北部，始建於1777年，海拔高度1,200米，主要經濟活動有工業、貿易業和農業，2001年人口140,617。